# Romans d'ados
Romans d'ados est une série documentaire suisse en 4 épisodes de 100 minutes diffusés entre le 22 décembre 2010 et le 12 janvier 2011 sur TSR1.
La série est ensuite diffusée en France et en Allemagne sur Arte à partir du 3 septembre 2011, à raison d'un épisode par semaine.

## Synopsis
La série documentaire Romans d'ados brosse le portrait de sept adolescents d'Yverdon-les-Bains en Suisse qui ont été filmés pendant sept ans de 2002 à 2008. Elle met en scène leurs problèmes liés à l'adolescence comme les histoires de cœurs, les problèmes familiaux, etc.

## Personnages
- Aurélie, la romantique
- Jordann, le mauvais garçon
- Mélanie, l'impatiente
- Rachel, la rêveuse
- Thys, le bon garçon
- Virginie, l'effrontée
- Xavier, le philosophe

## Épisodes
1. La fin de l'innocence

Diffusion : Mercredi 22 décembre 2010 à 20h10 sur TSR1 et sur tsr.ch jusqu'au 19 janvier 2011

2. La crise

Diffusion : Mercredi 29 décembre 2010 à 20h10 sur TSR1 et sur tsr.ch jusqu'au 19 janvier 2011

3. Les illusions perdues

Diffusion : Mercredi 5 janvier 2011 à 20h10 sur TSR1 et sur tsr.ch jusqu'au 19 janvier 2011

4. Adulte, mais pas trop

Diffusion : Mercredi 12 janvier 2011 à 20h10 sur TSR1 et sur tsr.ch jusqu'au 19 janvier 2011

## Commentaires
La série a réuni près de 20 000 spectateurs au cinéma en Suisse romande.